# Guatteria boliviana
Guatteria boliviana är en kirimojaväxtart som beskrevs av Hubert J.P. Winkler. Guatteria boliviana ingår i släktet Guatteria och familjen kirimojaväxter. Inga underarter finns listade i Catalogue of Life.